# Begonia biguassuensis
Begonia biguassuensis là một loài thực vật có hoa trong họ Thu hải đường. Loài này được Brade mô tả khoa học đầu tiên năm 1954.